# Шилов, Юниор Дмитриевич
Юниор Дмитриевич Шилов (18 февраля 1926, Москва, СССР — 16 марта 2001, Москва, Россия) — советский актёр театра Ленком, а также сценарист.

## Биография
Родился 18 февраля 1926 года в Москве. В 1943 году поступил в театральную студию при театре Ленком, по окончании учёбы был принят в труппу театра, где играл в спектаклях вплоть до 1950 года. В советском кинематографе с 1945 года — сыграл в одном фильме (В дальнем плавании) и написал сценарий к другому фильму (Первый троллейбус). В 1952 году поступил на сценарный факультет ВГИКа в мастерскую Евгения Габриловича, который окончил в 1957 году, после чего написал ряд сценариев к кинофильмам.
Супруга - диктор ЦТ Шилова, Анна Николаевна (1927-2001)
Сын - диктор ЦТ Алексей Шилов (в эфир выходил под фамилией Дмитриев) (1948-2002)
Умер 16 марта 2001 года в Москве.

## Фильмография

### Актёр
- 1945 — В дальнем плавании — гардемарин Александр Горелов

### Сценарист
- 1963 — Первый троллейбус